# Pasaje Chinitas
El pasaje Chinitas es una vía peatonal del Centro Histórico de la ciudad española de Málaga (Andalucía).  Se trata de una estrecha calle cruciforme, que discurre desde la plaza de la Constitución, antes Plaza Mayor, hasta calle Fresca, en sentido oeste-este, y desde calle Santa María hasta la céntrica calle de Nicasio Calle, llamada antiguamente del toril, por servir como tal para los toros que se lidiaban en la actual plaza de la Constitución, en sentido norte-sur. En el cruce entre ambos ejes se sitúa una pequeña plazoleta.
Su nombre proviene de un actor dramático llamado Chinitas, que trabajó en un café-teatro ubicado en el pasaje. Anteriormente se llamó, pasaje Álvarez, y era de propiedad privada del que fuera promotor y constructor del pasaje, Antonio María Álvarez, hombre de negocios y antiguo gobernador civil y militar de Málaga.
La apertura del pasaje Chinitas se debe al proceso de las desamortizaciones del siglo XIX, mediante el cual se derribó  el convento de religiosas agustinas descalzas que ocupaba el solar y del que se mantuvo la portada que en la actualidad es la entrada al pasaje por la plaza de la Constitución.
El café de Chinitas se encontraba en este pasaje.

## Galería

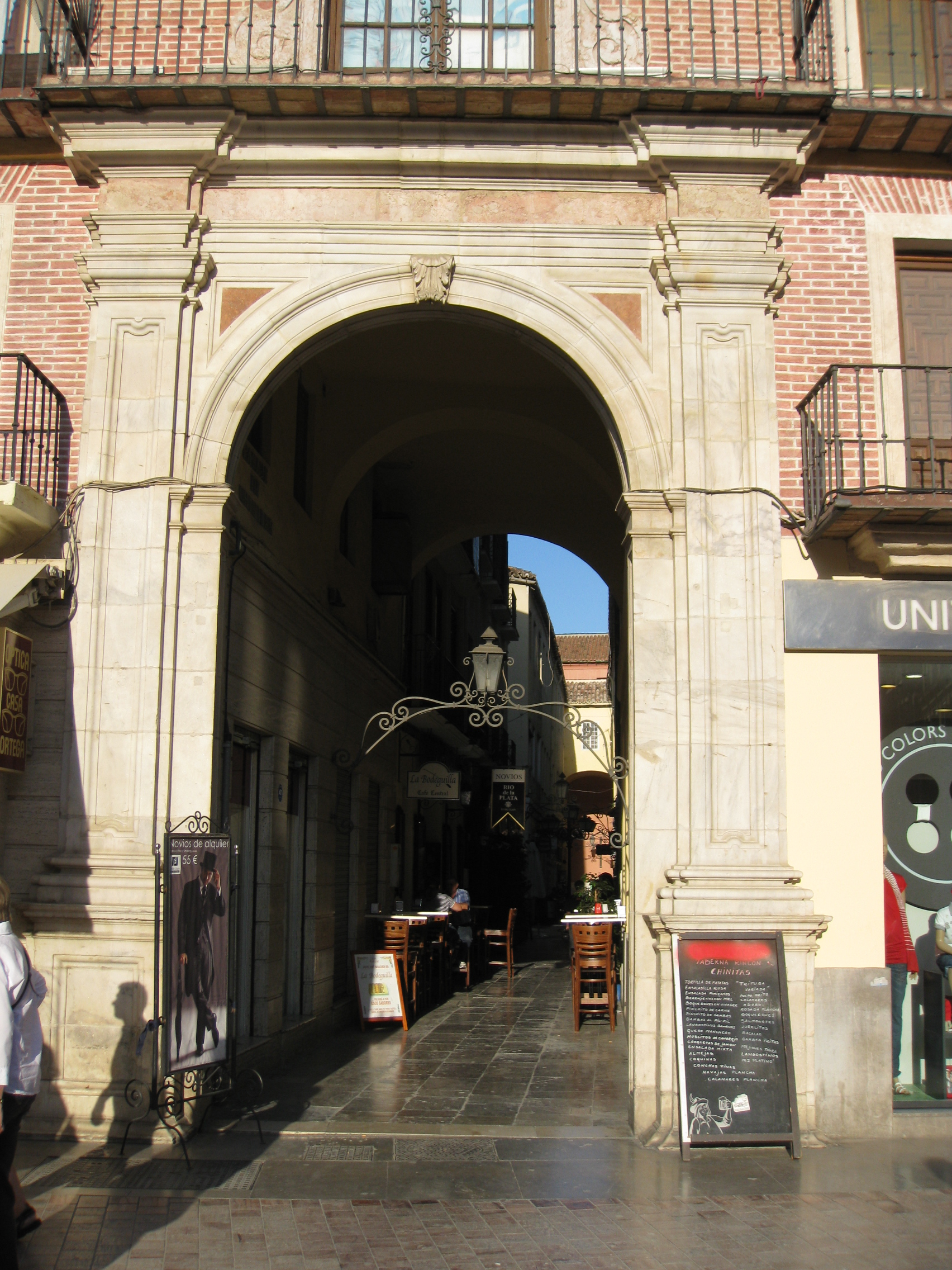
Entrada por plaza de la Constitución.
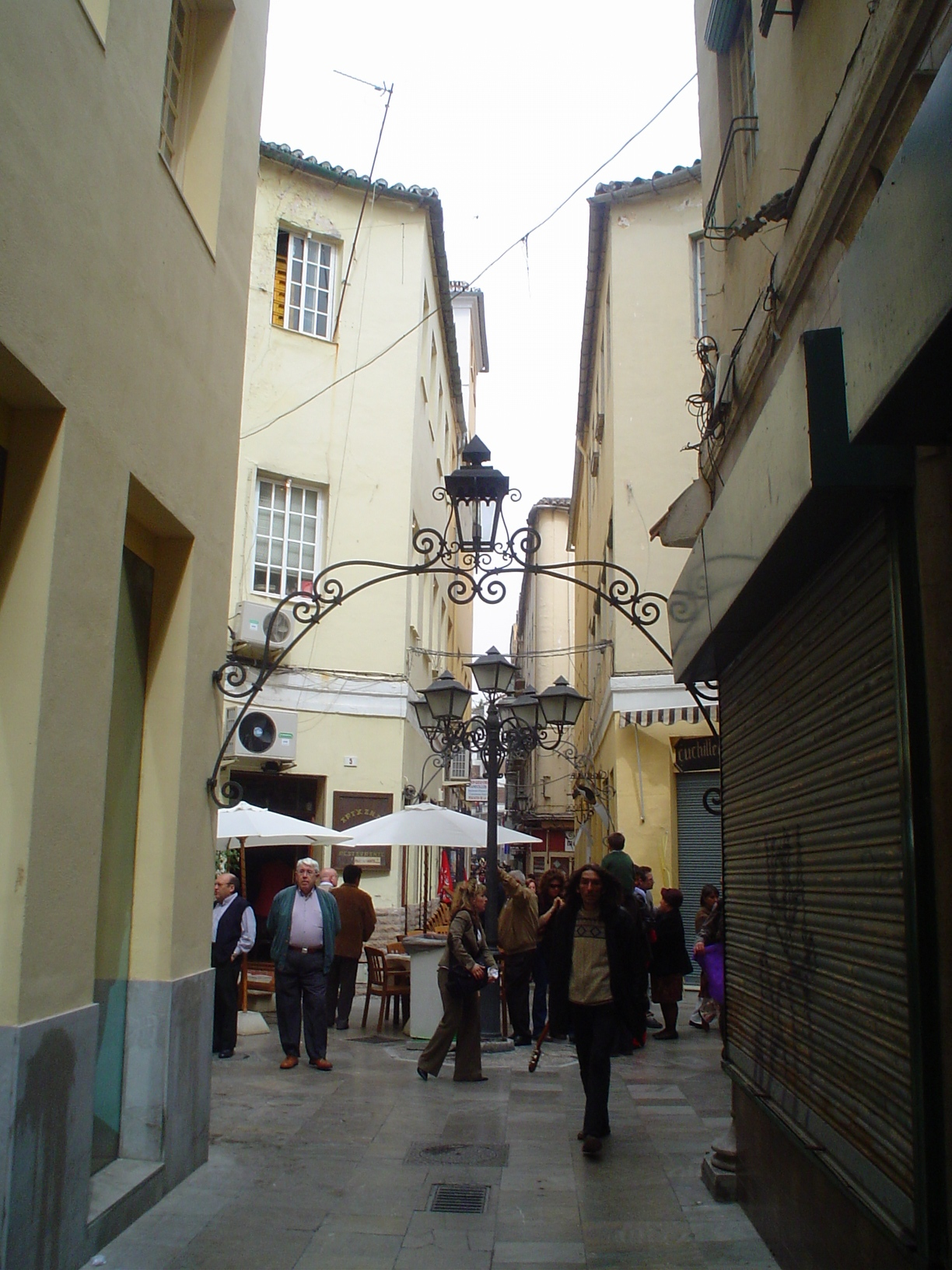
Plazoleta interior.